# Роганович, Марко
Марко Роганович (черног. Марко Рогановић / Marko Roganović; 21 июня 1997, СРЮ) — черногорский футболист, защитник албанского клуба «Лачи».

## Карьера
Марко начал карьеру в столичном клубе «Будучност». 24 мая 2014 года дебютировал в основном составе в гостевом матче против «Младости». В сезоне 2014/2015 играл в основном в молодёжном составе в чемпионате Черногории до 19 лет. Во взрослом чемпионате сыграл всего лишь 2 матча. В августе 2015 года перешёл в команду «Цетине» из одноимённого города. В её составе стал серебряным призёром второй лиги Черногории 2015/2016. Сыграл в 2 матчах кубка Черногории.
Летом 2016 года Роганович стал игроком «Младости» — текущего чемпиона страны. Был в заявке команды на Лигу чемпионов, однако на поле не выходил.

## Достижения
- Серебряный призёр второй лиги 1: 2015/2016